# Judita Čeřovská
Judita Čeřovská, rozená Judita Štěrbová, (21. dubna 1929, Most – 9. října 2001, Praha) byla česká a německá zpěvačka a šansoniérka. Pocházela ze smíšeného manželství, matka byla rodilá Němka, otec Čech; tento fakt jí zejména v mládí působil řadu osobních potíží, což bylo dáno především politickou situací jak v Německu, tak v Československu.

## Životopis

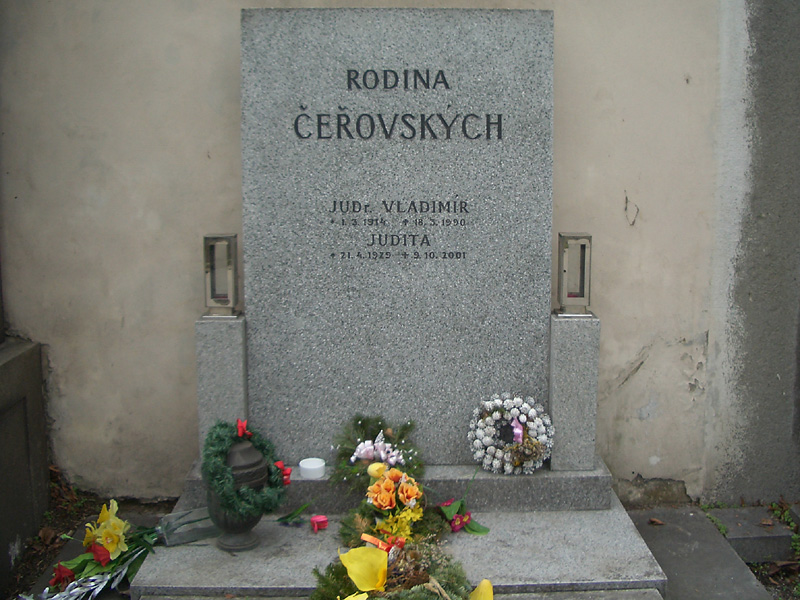
Místo posledního odpočinku na pražských Olšanech

Dětství prožila v Mostě a jelikož pocházela ze smíšené rodiny, ovládala plynně jak češtinu, tak němčinu. Školní docházku zahájila v české škole, po záboru Sudet Němci zůstala Judita s babičkou v Mostě, neboť rodiče se odstěhovali do Řevnic u Prahy. Chodila do německé školy a od dvanácti let se učila hrát na klavír. Juditini rodiče byli v roce 1942 zatčeni, protože je někdo udal, že poslouchají zahraniční rozhlas (rádio Londýn). Rodiče pak strávili v nacistickém vězení několik měsíců, nakonec je propustili. Od roku 1944 žila s rodiči v Řevnicích. Zde chodila do české měšťanské školy. Její matku, snad proto, že byla Němka, zatkli ještě jednou krátce po válce. Dvoje vězení na ni mělo výrazně negativní dopad; zemřela velmi záhy. Její dceru pak vychovával hlavně otec (babička se odstěhovala do západního Německa).
Po válce vystudovala obchodní akademii v Berouně, během studií a po nich často zpívala s různými studentskými kapelami. Nastoupila do podniku zahraničního obchodu, kde roku 1951 účetnickou chybou způsobila značnou finanční ztrátu, za kterou byla souzena a během soudu podepsala spolupráci s StB, která trvala do roku 1966. V letech 1953 až 1974 byla provdaná za právníka Vladimíra Čeřovského. Svoji poloprofesionální pěveckou dráhu začala až ve 27 letech, kdy už byla matkou dvou dětí. Tehdy se umístila jako 2. v soutěži Hledáme mladé talenty a ihned na to začala zpívat v pražském music hallu Alhambra.
Roku 1959 utrpěla velmi vážné zranění při autonehodě, z níž se zotavovala dva roky, následky si ale nesla až do konce života. Při této nehodě byl zraněn i zpěvák a herec Josef Zíma. V tuzemsku nazpívala počátkem 60. let několik velmi známých a populárních hitů. Protože ale nebyla plně „profesionalizovaná“, nikdy naplno nespolupracovala s velkým tanečním orchestrem či renomovaným hudebním autorem; to nakonec způsobilo, že se doma nestala opravdovou hvězdou popmusic. Často spolupracovala s českou textařkou Jiřinou Fikejzovou. K úspěchu přispěl také její osobní šarm, přirozená noblesa, jakož i důslednost spojená s důkladností, s jakou přistupovala ke každé práci. Byla považována za velmi atraktivní a neobyčejně půvabnou ženu s velice podmanivým hlasem. Stala se mnohem populárnější v německy mluvících zemích než v ČSSR, v bývalé Spolkové republice Německo pravidelně vystupovala na koncertech a měla i své stálé televizní pořady. Úspěšně vystupovala nejen v Německu, ale po celé Evropě, včetně tehdejšího Sovětského svazu. Spolu s Karlem Gottem, Hanou Hegerovou a Josefem Lauferem zpívala i na světové výstavě EXPO ’67 v kanadském Montrealu v pořadu Pop stars of Prague. Zde ji viděli někteří američtí hudební manažeři, kteří jí nabízeli zajímavé angažmá v zámoří. Všechny nabídky odejít do zámoří odmítla (a to zejména z rodinných důvodů). Od roku 1989 vystupovala se skupinou Pavel Smetáček & Traditional Jazz studio, se kterým zpívala šansony, swingové a jazzové evergreeny. Byla také dlouholetou životní partnerkou Pavlova bratra Ivana Smetáčka. V 90. letech se často objevovala i v České televizi a kromě toho tehdy vyšlo několik hitových výběrů s hudbou 60. let na CD.
Zemřela ve věku 72 let v Praze, pochována je na Olšanských hřbitovech. Dnes je považována ze jednu z  pěveckých legend československé populární hudby 20. století.

## Ocenění
výběr
- 1957 – 2. místo na soutěži Hledáme nové talenty [2][3]
- 1963 – Cena kritiky, písňový festival Sopoty, Polsko
- 1965 – 2. místo na III. Festival international de Rennes 1965, Francie
- 1965 – Velká cena za interpretaci na III. Festival international de Rennes 1965, Francie
- 1970 – Zlatý lev lipského veletrhu, Leipzig (NDR)
- 1976 – Mimořádná Zlatá bratislavská lyra za přínos populární hudbě, písňový festival Bratislava (ČSSR)
- 1999 – Zlatá platina, Praha (ČR)

## Známé písničky
Až skončí můj song
- Akropolis Adieu
- Malý vůz
- Co dál
- Dominiku
- Řekni, kde ty kytky jsou
- Sám pod svou hvězdou
- Můj ideál
- Dream (Sen) [anglicky]
- Zas jako dřív
- Srdce plné hudby
- Orion
- Mé oči říkají
- Každý jednou velkou lásku potká
- Dlouhá bílá noc
- Pozdrav od dobré známé
- Až skončí můj song
- Que sera

## Diskografie
diskografie není úplná
- Dívka jménem Pygmalion – Milan Martin/Je po dešti – Judita Čeřovská – Supraphon, SP
- Dominiku – Judita Čeřovská/Pražská neděle – Karel Duba – Supraphon, SP
- Dívka, jež prodává růže – Milan Chladil, Já vím – Rudolf Cortés/Buď pořád se mnou – Jiří Popper, Měsíčná řeka – Čeřovská Judita – Supraphon, SP
- 1965 Zas jako dřív – Judita Čeřovská/Karel Kopecký – Supraphon, SP
- 1966 Santa Lucia – Karel Gott/Dlouhá bílá noc – Judita Čeřovská – Supraphon, SP
- 1966 Pozdrav od dobré známé/To se mi nezdá – Supraphon, SP
- 1966 Ačkoli – Yvetta Simonová a Milan Chladil/Polibek visí na vlásku – Judita Čeřovská – Supraphon, SP
- 1967 Muž a žena – Judita Čeřovská/Růže kvetou dál – Helena Vondráčková – Supraphon, SP
- 1983 Akropolis, adieu – Supraphon 1113 3229 H, LP
- 1987 Máš dvě lásky/Cesta jde dál – Supraphon, SP
- 1995 20× Judita Čeřovská – Akropolis Adieu – Bonton, CD
- 1998 Malý vůz – Sony Music Bonton
- 2000 Je po dešti – Saturn
- 2000 Judita Čeřovská – Music Multimedia (Areca Multimedia) – (Edice – Portréty českých hvězd)
- 2003 The shadow of your smile – Stín tvého úsměvu – FR centrum – (písně z 1957–1969)
- 2004 Lady Song – Největší hity – Supraphon (ve spolupráci s Českým rozhlasem)

## Kompilace
- Zlato české populární hudby 1 – Supraphon, CD – 01. Dominiku/07. Malý vůz – Judita Čeřovská
- 1960 Milan Chladil – Snění, to pro mě není / Judita Čeřovská – Slib že sejdem se /druhá strana: Pavlína Filipovská – Nej, nej, nej… / Josef Zíma – Kytička fialek – Supraphon, SP
- 1999 Písničky z filmu Pelíšky – Sony Music/Bonton – 16. Je po dešti
- 1999 Hity 1964 vol. 2 – Sony Music/Bonton – Malý vůz
- 2000 Mamince – Supraphon – 21. Růžová krinolína
- 2002 Romantické hity – Czech Press Group – Řekni, kde ty kytky jsou
- 2006 Made in Francie – Supraphon – Dominiku/Malý vůz
- 2007 Lásko voníš deštěm – Universal Music – 18. Je po dešti

## Seznam písní
Viz článek seznam písní Judity Čeřovské.